# Tuerie de Nanterre
La tuerie de Nanterre est une tuerie de masse survenue le 27 mars 2002 à la mairie de Nanterre, au terme d'une séance du conseil municipal.

## Déroulement des faits
Dans la nuit du 26 au 27 mars 2002 à 1 h 15, à l'hôtel de ville de Nanterre, au terme d'une séance du conseil municipal présidée par Jacqueline Fraysse, un homme installé dans le public, Richard Durn, se lève et fait usage d'armes à feu préalablement dissimulées sous sa veste.
Il tire sur les élus, un à un, se déplaçant de pupitre en pupitre. Dans la fusillade qui dure cinquante secondes, il fait feu à 37 reprises, tue huit élus et en blesse dix-neuf autres (dont quatorze grièvement), avant d'être maîtrisé par Gérard Perreau-Bezouille, sept autres élus et un agent communal. Une fois maîtrisé, le tireur hurle : « Tuez-moi ! »
Cette tuerie survient seulement six mois après un drame semblable survenu dans le Parlement de Zoug, en Suisse, qui a fait 14 morts (onze députés et trois membres du gouvernement) et 15 blessés.
Un hommage officiel est rendu aux victimes le 2 avril suivant, en présence du président de la République Jacques Chirac, du Premier ministre Lionel Jospin et du ministre de l'Intérieur Daniel Vaillant.

## Suicide du responsable en garde à vue
Lors de son interrogatoire, le 28 mars 2002, Richard Durn se suicide en se défenestrant du quatrième étage de l'immeuble de la brigade criminelle, 36, quai des Orfèvres à Paris, après être passé aux aveux en garde à vue. Ceux-ci sont confirmés par une lettre-testament envoyée à une amie avant son passage à l'acte dans laquelle il décrit son projet : « … puisque j’étais devenu un mort-vivant par ma seule volonté, je décidais d’en finir en tuant une mini élite locale qui était le symbole et qui étaient les leaders et décideurs dans une ville que j’ai toujours exécrée… ». Il explique vouloir tuer la maire, puis « le plus de personnes possibles » avant de se tuer ou d'être tué. « Je vais devenir un serial killer, un forcené qui tue. Pourquoi ? Parce que le frustré que je suis ne veut pas mourir seul, alors que j’ai eu une vie de merde, je veux me sentir une fois puissant et libre. » Cette même lettre évoque des rêves de gloire macabre « J'espère, à mon niveau, être à la hauteur d'un Ben Laden, d'un Milosevic, d'un Pol Pot, d'un Hitler, d'un Staline... ».
Des polémiques éclatent après le suicide de cet homme en garde à vue. D'une part, il n'a pas été examiné par un psychiatre avant l'interrogatoire, d'autre part il était démenotté et a pu sauter à travers un vasistas situé en hauteur. Mais ces polémiques s'éteignent rapidement.

## Parcours de l'auteur des faits
Français d'origine slovène, Richard Durn, né le 3 décembre 1968 à Nanterre et âgé de 33 ans au moment de la tuerie, était titulaire d'une maîtrise de sciences politiques et d'une licence d'histoire, et a participé à des actions humanitaires en ex-Yougoslavie, ainsi qu'à diverses manifestations altermondialistes.
Selon la police, ainsi que plusieurs sources de presse, Richard Durn était un militant écologiste, ancien membre du Parti socialiste (PS) avant de rejoindre les Verts. Il était également militant de la Ligue des droits de l'homme (il était trésorier de la Ligue des droits de l'homme de Nanterre depuis la fin de l'année 2001).
Richard Durn avait acquis ses armes de marque Glock et Smith & Wesson pour pratiquer le tir sportif. Il avait pour cela obtenu les autorisations préfectorales nécessaires. Mais, à l'époque des faits, il ne faisait plus partie d'un club de tir et ses autorisations avaient expiré depuis 1 ans.
Considéré comme asocial, suivi pour des troubles psychologiques, il avait tenté déjà deux fois de se suicider.

## Impact sur la campagne présidentielle
L'événement qui a lieu en pleine campagne de l'élection présidentielle de 2002 marque celle-ci. Au-delà des hommages unanimes de la classe politique, une déclaration de Jacques Chirac sur l'insécurité apparaît à ses opposants comme une tentative de récupération politique condamnée par le PS. La campagne reprend son cours mais est à nouveau marquée par le thème de l'insécurité par l'affaire Paul Voise. Dix ans plus tard, les médias font le parallèle avec les attentats de mars 2012 à Toulouse et Montauban,.
Trois jours avant le premier tour de l'élection présidentielle, le Premier ministre Lionel Jospin a proposé neuf mesures visant à durcir la législation sur les armes. Suivant l'exemple de Tony Blair en 1998, une des mesures prévues était de confisquer sans compensation toutes les armes de poing à percussion centrale détenues légalement par les tireurs sportifs. Les réactions ont été nombreuses, notamment par le biais d'Internet[réf. nécessaire]. Les tireurs sportifs ont relevé les carences de l'État et son incapacité à faire fonctionner son système de suivi administratif des armes soumises à autorisation ou déclaration[réf. nécessaire]. Le Premier ministre tente néanmoins de faire passer son texte en urgence entre les deux tours[réf. nécessaire]. Celui-ci sera rejeté par le Conseil constitutionnel sur un point technique, une réunion de « concertation » n'ayant pas eu le temps d'être organisée. Avec également la tentative d'attentat par Maxime Brunerie contre le président Jacques Chirac le 14 juillet 2002, l'État durcit néanmoins sa législation sur la pratique du tir sportif avec la loi pour la sécurité intérieure (LSI) du 18 mars 2003. Un certificat médical est désormais nécessaire pour faire une demande de détention d'armes à feu. Les antécédents psychiatriques sont vérifiés auprès de la DDASS. Les services préfectoraux ont reçu la consigne de réagir lorsque la date de validité des autorisations est dépassée. Les carabines de tir de calibre .22 LR classées en 7e catégorie cessent d'être en vente libre. Leur acquisition est limitée aux titulaires d'un permis de chasser ou d'une licence de tir.

## Victimes

### Liste des élus tués
Huit élus sont tués sur le coup ou sont très rapidement morts de blessures fatales. Parmi eux, trois élus de l'opposition.
- Louisa Benakli, 40 ans, avocate, adjointe déléguée à l'enfance.
- Christian Bouthier, 46 ans, conseiller municipal du groupe communistes et d'initiative citoyenne depuis 1998 : élève au lycée Joliot-Curie puis étudiant à l'université Paris X de Nanterre, où il effectue sa carrière de professeur d'histoire, d'abord au collège Victor-Hugo en 1981 puis au collège André-Doucet à partir de 1982 ; il s'engage contre la violence et l'échec scolaire et construit, avec ses élèves du collège André-Doucet, une école au Burkina Faso. Il reçoit les Palmes académiques pour son action contre la violence.
- Jacotte Duplenne, 48 ans, institutrice spécialisée auprès d'enfants handicapés, adjointe déléguée à la jeunesse et à l'enseignement secondaire et supérieur[13] : elle s'engage rapidement au sein des Jeunesses communistes, entre au conseil municipal de Nanterre en 1995 et devient adjointe chargée de la jeunesse en 1997, puis chargée de l'enseignement secondaire et supérieur en 2001. Elle est à l'origine de grands projets de la commune de Nanterre en matière d'équipement et de dispositifs pour la jeunesse. Elle est membre du Conseil d'administration de l'Université Paris X Elle était par ailleurs mariée et mère de deux enfants. Elle est inhumée au cimetière-parc du mont Valérien.
- Monique Leroy-Sauter, 43 ans, expert-comptable, membre du groupe Union pour Nanterre (droite, opposition municipale).
- Olivier Mazotti, 38 ans, enseignant, membre du groupe Union pour Nanterre.
- Valérie Méot, 40 ans, institutrice, secrétaire de la section locale du PCF
- Michel Raoult, 58 ans, cadre à EADS, membre du groupe Union pour Nanterre et proche de Christine Boutin. Engagé contre l'avortement de longue date, il milite dans les rangs de l'association Laissez-les vivre et fonde le 3 juillet 1982 l'Association pour l'objection de conscience à toute participation à l'avortement (AOCPA) [14].
- Pascal Sternberg, 30 ans, conseiller régional les Verts, chargé de mission.

### Liste des élus blessés
Quatorze élus ont reçu des blessures par balles particulièrement graves, cinq autres ont été plus légèrement blessés, 22 sont profondément choqués. Les blessés graves — pour certains desquels le pronostic vital des médecins a été réservé —, qui ont été opérés, sont :
- Jean-Pierre Campos, maire-adjoint, délégué au patrimoine communal, à la coordination des quartiers, aux anciens combattants et aux affaires générales (groupe communistes et d'initiative citoyenne).
- André Cassou, maire-adjoint, délégué à l’habitat et à la sécurité (groupe républicain et citoyen).
- Pierre Creuzet, conseiller municipal (groupe Union pour Nanterre).
- Abid El Khattabi, conseiller municipal (groupe communistes et d'initiative citoyenne).
- Patrick Jarry, conseiller municipal chargé du contrat de ville (groupe communistes et d'initiative citoyenne).
- Philippe Lacroix, maire-adjoint, délégué à la petite enfance (groupe socialiste).
- Estelle Le Touzé, conseillère municipale (groupe vert).
- Marie-Laure Meyer, maire-adjoint, délégué au développement économique et à l'emploi (groupe socialiste).
- Bernard Nicaud, fonctionnaire territorial, responsable de la maintenance de l’hôtel de ville.
- Gérard Perreau-Bezouille, maire-adjoint, délégué aux finances, aux nouvelles technologies et aux relations internationales (groupe communistes et d'initiative citoyenne).
- Marie-Josée De Jenlis, conseillère municipale (groupe Union pour Nanterre).
- Marie-Claude Garel, maire-adjointe (groupe communistes et d'initiative citoyenne).

12 des 19 élus blessés ont conservé un handicap définitif.

### Listes des décorés
Le 14 septembre 2002, les huit élus morts et les neuf personnes qui contribuent à arrêter Durn sont nommés chevaliers de la Légion d'honneur par décret du président de la République du 22 juillet 2002, avec effet au 23 avril 2002,. Un certain nombre d'élus protestent, regrettant que le conseil municipal dans son entier ne soit pas honoré.

#### À titre posthume
- Louiza Benakli, adjointe au maire de Nanterre. Tuée dans l'exercice de ses fonctions électives.
- Christian Bouthier, conseiller municipal de Nanterre. Tué dans l'exercice de ses fonctions électives.
- Jacotte Duplenne, adjointe au maire de Nanterre. Tuée dans l'exercice de ses fonctions électives.
- Monique Leroy-Sauter, conseillère municipale de Nanterre. Tuée dans l'exercice de ses fonctions électives.
- Olivier Mazzotti, conseiller municipal de Nanterre. Tué dans l'exercice de ses fonctions électives.
- Valérie Meot, conseillère municipale de Nanterre. Tuée dans l'exercice de ses fonctions électives.
- Michel Raoult, conseiller municipal de Nanterre. Tué dans l'exercice de ses fonctions électives.
- Pascal Sternberg, conseiller régional d'Île-de-France, conseiller municipal de Nanterre. Tué dans l'exercice de ses fonctions électives.

#### Pour acte de courage lors de la tuerie
- René Amand, adjoint au maire de Nanterre.
- Laurent El Ghozi, adjoint au maire de Nanterre.
- André Goutal, conseiller municipal de Nanterre.
- Stéphane Jaffray, fonctionnaire territorial à Nanterre.
- Patrick Jarry, conseiller municipal de Nanterre (grièvement blessé).
- Philippe Lacroix, adjoint au maire de Nanterre (grièvement blessé).
- Patrice Marchal, conseiller municipal de Nanterre.
- Gérard Perreau-Bezouille, adjoint au maire de Nanterre (grièvement blessé).
- Vincent Soulage, conseiller municipal de Nanterre.

## Hommages et commémorations
Chaque année à la date anniversaire un hommage est rendu par la population. Une plaque commémorative  dans le hall de l'hôtel de ville honore les victimes. Symboliquement, sur décision du Conseil Municipal pour le dixième  anniversaire, les 8 traverses de la Terrasse de l'Arche portent  les noms des huit élus tués. Le parvis de l'hôtel de ville est  rebaptisé  place du 27 mars 2002 , à l'occasion du vingtième anniversaire de cette tragédie,.
Un travail de mémoire  regroupe, via des entretiens filmés dans un studio, des témoignages de personnes ayant vécu les événements du 27 mars 2002. Certaines personnes présentes n'ont pas souhaité y participer. Ces témoignages ont été déposés aux archives départementales.

## Articles de presse
- Jean-Pierre Thibaudat, « Richard Durn, détruit par sa folie », Libération,‎ 16 avril 2002 (lire en ligne)
- Alain Brossat, « De Pierre Rivière à Richard Durn : folie furieuse et véridiction », Le Passant ordinaire,‎ 2002 (lire en ligne)
- Laurent Guilloteau, « Nanterre-la-Folie, socialisation ou barbarie », Chimères no 46, avril 2002.
- Vincent Cespedes, « ABC Durn », Technikart, hors-série, 2002.
- Marc Roussel, « Nanterre, avec les rescapés de la nuit d'horreur », Paris Match no 3408, avril 2022

## Analyses
Vincent Cespedes, dans Sinistrose. Pour une renaissance du politique (Flammarion, 2002) appelle « Syndrome de Durn » la violence antipolitique qui ressort du fait de se sentir « incompris, délaissé, trahi ou brimé par la classe politique ».
Bernard Stiegler a analysé, dans Aimer, s'aimer, nous aimer, l'origine de la violence politique, en s'appuyant en particulier sur la tuerie de Nanterre et les dernières paroles de Richard Durn.

## Radio
Fabrice Drouelle, consacre un épisode intitulé « Mars 2002 : massacre au Conseil municipal de Nanterre » dans son podcast Affaires sensibles, de la radio du service public France Inter, est diffusé pour la première fois le mercredi 18 janvier 2023.
Son invité est Jean-Pierre Campos, ancien maire-adjoint de Nanterre auprès de Jacqueline Fraysse et rescapé de la tuerie.
Constance Vilanova est chargée du récit documentaire.

## Filmographie

### Docu-fiction
Le 10 mars 2005, sous la pression des familles et des proches, TF1 renonce à diffuser, dans le cadre de l'émission Le Droit de savoir, un docu-fiction sur la tuerie qui aurait mêlé interviews et reconstitutions de la scène.

### Polar
Ces faits sont repris dans une fiction intitulée French Tabloids écrite par Jean-Hugues Oppel et publiée par Rivages en 2005. La tuerie y est présentée comme un élément d'une machination visant à installer en France, avant l'élection du 21 avril 2002, un climat de peur liée à l'insécurité.

## Documentaires télévisés
- Secrets d'actualité, le 12 janvier 2003, L'affaire de la tuerie de Nanterre, sur M6.
- Enquêtes criminelles : le magazine des faits divers, le 9 septembre 2009, Tuerie de Nanterre : la folie meurtrière, sur W9.
- Devoir d'enquête, deuxième reportage : Tuerie de Nanterre, diffusé le 24 juillet 2013 sur la Une (RTBF).
- Les Sept Péchés capitaux, « L'affaire Richard Durn : La colère » sur RMC Découverte.
- Faites entrer l’accusé, « Sur la route des tueurs de masse » le 26 mai 2024 sur RMC Découverte.
- 58 secondes, de Sébastien Roux et Vivien Desouches, diffusé le 01/03/2024 sur France 3